# 坎普埃廷 (加利福尼亞州)
坎普埃廷（英語：Camp Eighteen）是位於美國加利福尼亞州比尤特縣的一個非建制地區。該地的面積和人口皆未知。

## 地理
坎普埃廷的座標為39°37′37″N 121°10′13″W / 39.62694°N 121.17028°W，而該地的平均海拔高度為1203米（即3947英尺）。